# Municipio de Chalk Bluff-Liddell
El municipio de Chalk Bluff-Liddell (en inglés: Chalk Bluff-Liddell Township) es un municipio ubicado en el condado de Clay en el estado estadounidense de Arkansas. En el año 2010 tenía una población de 598 habitantes y una densidad poblacional de 7,46 personas por km².

## Geografía
El municipio de Chalk Bluff-Liddell se encuentra ubicado en las coordenadas 36°27′33″N 90°11′52″O / 36.45917, -90.19778. Según la Oficina del Censo de los Estados Unidos, el municipio tiene una superficie total de 80.11 km², de la cual 79,79 km² corresponden a tierra firme y (0,4 %) 0,32 km² es agua.

## Demografía
Según el censo de 2010, había 598 personas residiendo en el municipio de Chalk Bluff-Liddell. La densidad de población era de 7,46 hab./km². De los 598 habitantes, el municipio de Chalk Bluff-Liddell estaba compuesto por el 97,32 % blancos, el 0,33 % eran afroamericanos, el 0,67 % eran amerindios, el 0,17 % eran asiáticos, el 0,17 % eran de otras razas y el 1,34 % eran de una mezcla de razas. Del total de la población el 0,67 % eran hispanos o latinos de cualquier raza.